# Ole Beich
Ole Beich (Esbjerg, 1° de janeiro de 1955 - Copenhague, 16 de outubro de 1991) foi um guitarrista e baixista dinamarquês mais conhecido como baixista original do L.A. Guns e dos Guns N' Roses.

## Início de vida
Nasceu na Dinamarca, tocava guitarra e contrabaixo. Quando era novo foi um ícone local do rock, suas bandas favoritas eram os Rolling Stones, Ten Years After, Cactus, Led Zeppelin e Link Wray. Foi guitarrista e baixista de várias bandas dinamarquesas antes de ir para Los Angeles.

## Carreira

### L.A. Guns (1983-1985)
L.A. Guns foi formado em 1983 com o guitarrista Tracii Guns. A primeira formação incluía o cantor  Axl Rose, Beich e o baterista Rob Gardner. Bailey saiu para entrar no Rapidfire antes de ele formar o Hollywood Rose com Izzy Stradlin e Chris Weber. O cantor Michael Jagosz foi colocado no lugar de Rose com o grupo que gravou apenas um único material da formação original do L.A. Guns. O material foi lançado como bônus de disco, intitulado Collector's Edition No. 1, com a coletânea Hollywood Raw em 2004.

### Guns N' Roses (1985)
Depois da decisão de Tracii Guns de sair para se reunir com o Hollywood Rose (que havia se desmembrado no ano de 1984), substituindo Weber, Hollywood Rose eventualmente mudou seu nome para Guns N' Roses (combinando os nomes de L.A. Guns e Hollywood Rose) com a formação composta por Axl Rose, Tracii Guns, Izzy Stradlin, Ole Beich e Rob Gardner.
Beich tocou apenas um show no começo de 1985 antes de sair do grupo e eventualmente ser substituído por Duff McKagan, e Guns saiu do grupo sendo subtítuido por Slash. McKagan arrumou alguns shows entre Sacramento e Seatle, que foi chamada de "The Hell Tour". Durante este tempo, Gardner saí do grupo e foi substituído por Steven Adler com a formação que ficou conhecida como "formação clássica" do Guns N' Roses.

## Morte
Beich morreu em 16 de outubro de 1991 afogado no Lago Sankt Jørgens no centro de Copenhaga. Menos de um mês depois, em 19 de agosto, que o Guns N' Roses tinha tocado na cidade. Sua família acreditava que ele se tornou depressivo após deixar o Guns N' Roses em 1985 e abusou das drogas antes de retornar a Dinamarca em 1988. Heroína e alto nível de álcool são fatores que contribuíram ao afogamento, mas sua família ainda acredita que foi suicídio.
Ole Beich foi enterrado na Christchurch (Igreja de Cristo) perto do seu pai, que morreu em 1995.

## Discografia

### com o L.A. Guns
- Collector's Edition No. 1 (1985)

### com o Nalle & The Flames
- Rock 'N'alle Roll (1979)